# بیرگیت آوسترموهل
بیرگیت آوسترموهل ((به آلمانی: Birgitt Austermühl)، زاده ۸ اکتبر ۱۹۶۵) یک مدافع سابق فوتبال آلمان است. او عضو سابق تیم ملی فوتبال زنان آلمان بوده‌است.
وی در المپیک تابستانی ۱۹۹۶ با ۳ مسابقه به رقابت پرداخت. در سطح باشگاه برای باشگاه فوتبال اف‌اس‌وی فرانکفورت بازی می‌کرده‌است.

## جستاره‌های وابسته
- آلمان در بازی‌های المپیک تابستانی ۱۹۹۶

## پیوند ب بیرون
- بیرگیت آوسترموهل –در فیفا
- بیرگیت آوسترموهل در کمیته بین‌المللی المپیک
- بیرگیت آوسترموهل در Sports Reference
- بیرگیت آوسترموهل در WorldFootball.net
- بیرگیت آوسترموهل در Sport.de
- بیرگیت آوسترموهل در Soccerpunter.com
- Martin-Andreas Schulz (2008). Alles über Fußball. wissenmedia Verlag. pp. 167–. ISBN 978-3-577-16413-9.
- Martin-Andreas Schulz (2008). Alles über Fußball. wissenmedia Verlag. pp. 167–. ISBN 978-3-577-16413-9.
- Martin-Andreas Schulz (2008). Alles über Fußball. wissenmedia Verlag. pp. 167–. ISBN 978-3-577-16413-9.